# Deutsches Steuerzahlerinstitut
Das Deutsche Steuerzahlerinstitut e. V. (DSi) ist eine Einrichtung des Bundes der Steuerzahler Deutschland (BdSt) mit Sitz in Berlin. Ursprünglich hieß es Karl-Bräuer-Institut des Bundes der Steuerzahler e. V. (KBI) nach dem Mitbegründer des Bundes der Steuerzahler und seinem zweiten Präsidenten (1950–1961), Karl Bräuer.
Das Institut ist im Lobbyregister des Deutschen Bundestags eingetragen.

## Geschichte
Das Institut besteht seit 1965. Im Jahre 2013 änderte es seinen Namen, nachdem der Publizist Volker Koop im Auftrag des Bundes der Steuerzahler die Rolle Karl Bräuers in der NS-Zeit untersucht hatte.

## Auftrag und Organisation
Das Institut veröffentlicht seine Arbeiten in mehreren Publikationsreihen. Es finanziert sich zum überwiegenden Teil aus Spenden von Mitgliedern und Nichtmitgliedern des Bundes der Steuerzahler sowie aus Beiträgen der Landesverbände des Bundes der Steuerzahler. Es erhält keine öffentlichen Zuwendungen. Mitglieder des Vereins sind die Landesverbände des Bundes der Steuerzahler.
Vorsitzender des Vorstandes ist jeweils der Präsident des Bundes der Steuerzahler e. V. in Personalunion.

## Kritik
In einer Analyse von Schroeder et al., wird das Institut als Interessenvertreter kleiner und mittlerer Unternehmen sowie Besserverdienender, aufgezeigt und nicht, wie es sich selbst positioniert, als Sprachrohr aller Steuerzahlenden. Die Analyse will dies durch Beispiele wie Klagen gegen die Künstlersozialkasse und das Monopol der Berufsgenossenschaften oder durch die Forderung, die soziale Wohnraumförderung zu beenden belegen. Diese Positionen werden als Beleg für die neoliberale-populistische Ausrichtung des Verbandes gesehen. Es wird zudem darauf hingewiesen, dass der Verband sich nicht selbst an die Transparenzstandards hält, die er vom Staat einfordert, was seine Glaubwürdigkeit im Vergleich zu anderen Organisationen schmälern würde. Letztlich wird der Umstand beschrieben, dass die Finanzierung und die politischen Ziele auf die Interesse der Mitgliedergruppen ausgerichtet seien, was zu einer geringen wissenschaftlichen Wahrnehmung führe.

## Karl-Bräuer-Preis
Der Karl-Bräuer-Preis wurde 1957 von den 15 Landesverbänden des deutschen Bundes der Steuerzahler gestiftet. Die mit 10.000 Euro dotierte Auszeichnung wurde alle drei Jahre in Deutschland für publizistische und wissenschaftliche Arbeiten vergeben, die sich in sachlich einwandfreier mit der Finanzwirtschaft der deutschen öffentlichen Hand befasst haben.
Im Zuge der Aufklärung der NS-Vergangenheit von Karl Bräuer und der Umbenennung des Karl-Bräuer-Instituts wurde die Verleihung des Preises eingestellt. Die bisherigen Preisträger erhielten eine um den Namen Bräuers bereinigte Urkunde.

### Preisträger
- 1957: August Dresbach, deutscher Politiker der CDU
- 1959: Rudolf Herlt, Wirtschaftspolitischer Korrespondent der ZEIT
- 1961: Theodor Eschenburg, Politikwissenschaftler
- 1963: Kurt Döring
- 1965: Walter Slotosch, Ökonom, Buchautor, Leiter der Wirtschaftsredaktion der Süddeutschen Zeitung
- 1967: Karl Blessing, Präsident der Deutschen Bundesbank
- 1969: Hans Roeper
- 1971: Klaus Bernhardt (Journalist)
- 1973: Julia Dingwort-Nusseck, Präsidentin der Landeszentralbank in Niedersachsen
- 1975: Kurt Steves, wirtschaftspolitischer Korrespondent der Welt in Bonn, Abteilungsleiter beim BDI
- 1979: Walter Kannengießer, Leiter der Bonner Wirtschaftsredaktion der FAZ
- 1981: Thomas Löffelholz, NATO-Korrespondent, Leiter der Stuttgarter Zeitung, Chefredakteur von Die Welt
- 1984: Fides Krause-Brewer, deutsche Fernsehjournalistin
- 1987: Karl Otto Pöhl, Präsident der Deutschen Bundesbank
- 1990: Peter Gillies, Wirtschaftsjournalist, Chefredakteur der Welt
- 1993: Franz Klein, Präsident des Bundesfinanzhofs
- 1996: Hans D. Barbier, Ressortleiter Wirtschaftspolitik bei der Frankfurter Allgemeinen Zeitung
- 1999: Horst Siebert, Präsident des Instituts für Weltwirtschaft
- 2002: Günter Ederer, Wirtschaftspublizist, Filmproduzent und Fernsehautor
- 2005: Heike Göbel, Leiterin des Ressorts Wirtschaftspolitik bei der Frankfurter Allgemeinen Zeitung (FAZ)
- 2008: Bernd Raffelhüschen, Direktor des Forschungszentrums Generationenverträge der Albert-Ludwigs-Universität Freiburg
- 2011: Frank Thewes, Wirtschaftsjournalist, stellvertr. Leiter des Focus-Hauptstadtbüros (Berlin)